# Franz Blücher von Wahlstatt
Franz Ferdinand Joachim Graf Blücher von Wahlstatt (* 10. Februar 1778 in Gresonse, Kreis Flatow; † 10. Oktober 1829 in Berlin-Köpenick) war ein preußischer Generalmajor sowie Erbherr auf Großziethen und Krieblowitz.

## Leben

### Herkunft
Franz entstammte dem mecklenburgischen Uradelsgeschlecht Blücher. Er war ein Sohn des preußischen Generalfeldmarschalls Gebhard Leberecht von Blücher (1742–1819) und dessen Ehefrau Karoline Amalie, geborene von Mehling (1756–1791). 1814 wurde sein Vater (und damit auch der Sohn) in den erblichen Grafenstand erhoben, 1815 erhielt der Vater die persönliche Fürstenwürde, die sich jedoch nicht auf seinen Sohn vererbte. Erst dessen Sohn Graf Gebhard Bernhard Carl von Blücher wurde 1861 erneut (und erblich) gefürstet.

### Militärlaufbahn
Blücher kam am 5. Juni 1792 als Kornett in das Husarenregiment „von der Goltz“ der Preußischen Armee und nahm 1793/94 am Ersten Koalitionskrieg teil. Er kämpfte in den Gefechten bei Hasnon, Weidenthal, Kirrweiler, Edesheim, Saarbrücken sowie in der Schlacht bei Kaiserslautern. In der Zeit wurde er am 29. April 1794 Sekondeleutnant und erhielt am 26. Juli 1794 den Orden Pour le Mérite. Am 17. Januar 1805 avancierte Blücher zum Premierleutnant und wurde Anfang Oktober 1805 zweiter Adjutant seines Vaters. Im Vierten Koalitionskrieg kämpfte er in der Schlacht bei Auerstedt, kam dann noch bis Lübeck und wurde nach der Kapitulation inaktiv gestellt. Blücher stieg am 29. September 1807 zum Stabsrittmeister auf.
Am 5. Mai 1808 wurde Blücher Rittmeister und blieb Adjutant im Korps „Blücher“, das für Pommern bestimmt war. In dieser Eigenschaft erfolgte am 1. September 1809 seine Beförderung zum Major. Rückwirkend zum 1. November 1807 wurde sein Gehalt am 7. Januar 1809 auf 500 Taler erhöht. Am 21. Juni 1809 erhielt Blücher mit halben Gehalt Urlaub auf unbestimmte Zeit, um seine Gesundheit wiederherzustellen, ab dem 30. Juni 1809 wurde ihm wieder sein volles Gehalt gezahlt. Am 27. November 1811 wurde er dem 2. Schlesischen Husaren-Regiment aggregiert. Bereits am 12. Dezember 1811 bekam er aufgrund seiner Gesundheitsproblemen erneut sechs Wochen Urlaub, ein Abschied wurde am 4. Dezember 1811 aber abgelehnt.
Am 16. Februar 1813 kam Blücher als Kommandeur in das 1. Schlesische Husaren-Regiment. Mit dem Verband kämpfte er in den Befreiungskriegen in der Schlacht bei Großgörschen. Im Gefecht bei Peterswalde geriet er, schwer am Kopf verletzt, in Gefangenschaft und wurde mit Genehmigung des Königs gegen den Oberst Perrigord ausgetauscht. Blücher nahm an den Kämpfen bei Coulommiers teil und wurde am 19. Mai 1813 für sein Verhalten in der Schlacht bei Großgörschen mit dem Eisernen Kreuz II. Klasse ausgezeichnet. Zudem wurde er am 11. August 1813 Oberstleutnant. Am 24. April 1814 erhielt Blücher die Erlaubnis den schwedischen Schwertorden anzunehmen. Am 25. April 1814 nahm er erneut Urlaub auf unbestimmte Zeit, um seine Gesundheit in Bad Pyrmont und Nenndorf wieder herzustellen. Während dieser Zeit wurde ihm am 31. Mai 1814 das Eiserne Kreuz I. Klasse verliehen.
Am 3. Juni 1814, dem Tag der Siegesparade in Berlin, wurde sein Vater Gebhard Leberecht von Blücher durch den preußischen König Friedrich Wilhelm III. in den erblichen Grafenstand erhoben, so dass nun auch seinem Sohn Franz von Blücher der Titel eines Grafen Blücher von Wahlstatt zustand.
Seine Kopfverletzung wirkte sich immer stärker auf seinen Geisteszustand aus. Daraufhin versuchte Blücher sich im Frühjahr 1815 das Leben zu nehmen, bevor er am 29. November 1815 seinen Abschied mit dem Charakter eines Generalmajors erhielt. Ab dem 16. Juni 1817 bekam er 800 Taler Pension und starb am 10. Oktober 1829 in Berlin-Köpenick. Er verbrachte seine letzten Jahre in einer geschlossenen Anstalt.

### Familie
Franz Ferdinand Joachim von Blücher heiratete am 16. September 1798 in Weener Gerhardine Hermine Groß (1777–1807), die Tochter des jeverischen Hofrats Hans Christoph Groß. Das Paar hatte mehrere Kinder:
- Gebhard (1799–1875), ab 1861 Fürst Blücher von Wahlstatt, erbliches Mitglied des Preußischen Herrenhauses ⚭ Maria Gräfin von Larisch-Moennich (1801–1889)
- Gustav (1800–1866), seit 1831 Ritter des Johanniterordens ⚭ 23. September 1828 Madeline Dallas († 1870), zweite Tochter des Lordoberrichters Sir Robert Dallas[2]